# 葛洲坝三江大桥

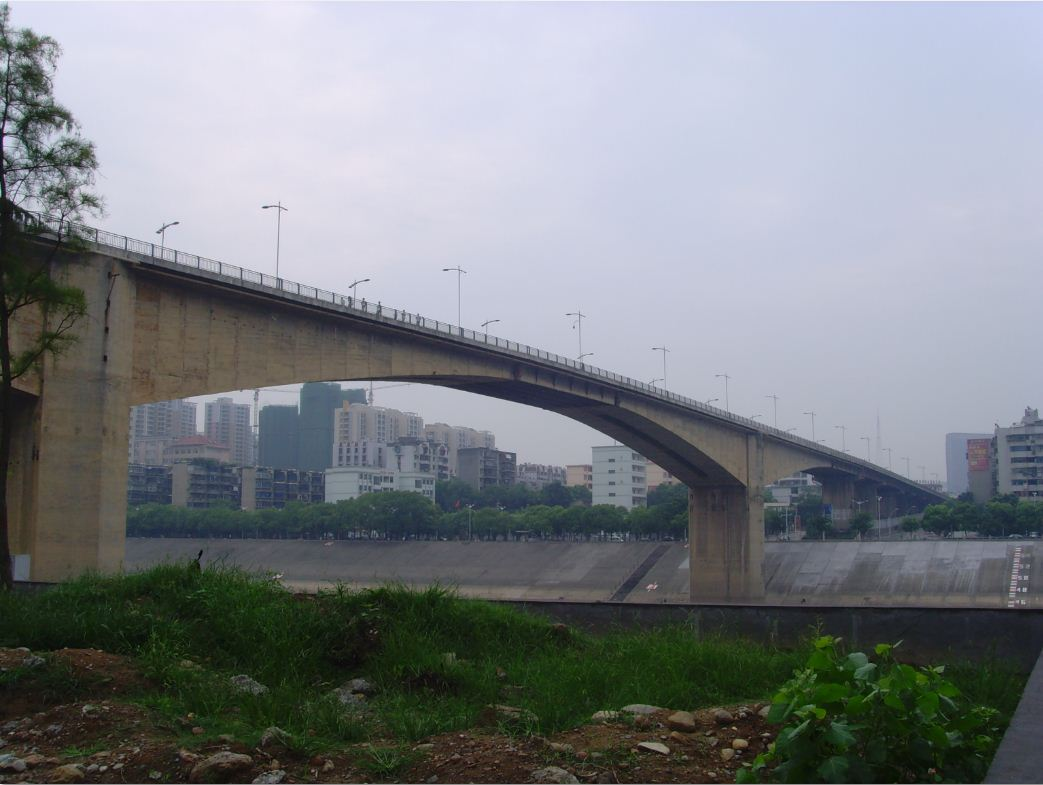
从西坝岛拍摄的葛洲坝三江大桥（2011年7月14日）

葛洲坝三江大桥，又名凤凰桥，坐落于湖北省宜昌市西陵区境内，宜昌当地人也称该桥为三江桥。1981年建成正式通车，该桥最初用于运输修建葛洲坝的材料。葛洲坝完工后，该桥就成为了一个民用桥梁。
该桥连接了宜昌市和长江中心的西坝岛，成为陆地和西坝岛之间的重要交通要道。该桥全长763米，桥高52.667米。
2006年，宜昌市政府对该桥进行了全面的检修。目前，连接宜昌市城区、西坝、点军区的至喜长江大桥已经通车，三江大桥已不再是西坝唯一一个连接陆地的通道。